# Koscsej, a Halhatatlan halála
Koscsej, a Halhatatlan halála, vagy más címen Marija Morevna egy orosz népmese, melyet Alexander Afanasziev gyűjtött.
Koscsej egy gonosz halhatatlan karakter, aki elcsábítja a nőket a varázserejével.

## A történet
Ivan Tsarevicsnek három lánytestvére volt, Marija hercegnő, Olga hercegnő és Anna hercegnő. Miután a szülei meghaltak, Ivan elhagyja otthonát, hogy megkeresse nővéreit, akik három varázslóhoz mentek hozzá. Találkozik Marija Morevnával, a harcos hercegnővel, és elveszi feleségül. Egy idő után Marija bejelenti, hogy elmegy háborúba, és megtiltotta Ivannak, hogy kinyissa a tömlöc ajtaját, míg ő távol van. De Ivanon úrrá lesz a kíváncsiság, hogy vajon mit rejt a börtön, így kinyitja az ajtót, és rátalál Koscsejre megkötözve és soványan. Koscsej vizet kér, Ivan pedig hoz neki. Tizenkét vödör víz után Koscsej varázsereje visszatér, elszakítja a láncait, majd eltűnik. Hamarosan Ivan rájön, hogy Koscsej elragadta Marija Morevnát, és elkezdi üldözni. Amikor Ivan először elkapja, Koscsej azt mondja neki, tűnjön el, de Ivan nem engedelmeskedik, így Koscsej megöli, maradványait pedig egy hordóban a tengerbe dobja. Ivan a nővérei férjei által éled újra, akik képesek ragadozó madárrá változni. Elmondják Ivannak, hogy Koscsejnek van egy mágikus lova, és neki is szereznie kell egyet Baba Yagától, másként nem tudja legyőzni Koscheit. Miután Ivan kiállta Baba Yaga próbáit,és megkapta a lovat, megküzd Koscsejjel, megöli, majd elégeti a testét. Marija Morevna visszatér Ivanhoz, és a győzelmét nővéreivel, azoknak férjeivel és persze Marijával ünnepli.

## Feldolgozások
Catherynne M. Valente: Marija Morevna és a Halhatatlan
Alakjára utalnak a Sisu című filmben.

## Fordítás
Ez a szócikk részben vagy egészben  a   The Death of Koschei the Deathless című angol Wikipédia-szócikk ezen változatának fordításán alapul.  Az eredeti cikk szerkesztőit annak laptörténete sorolja fel. Ez a jelzés csupán a megfogalmazás eredetét és a szerzői jogokat jelzi, nem szolgál a cikkben szereplő információk forrásmegjelöléseként.